# Schloss Plawniowitz

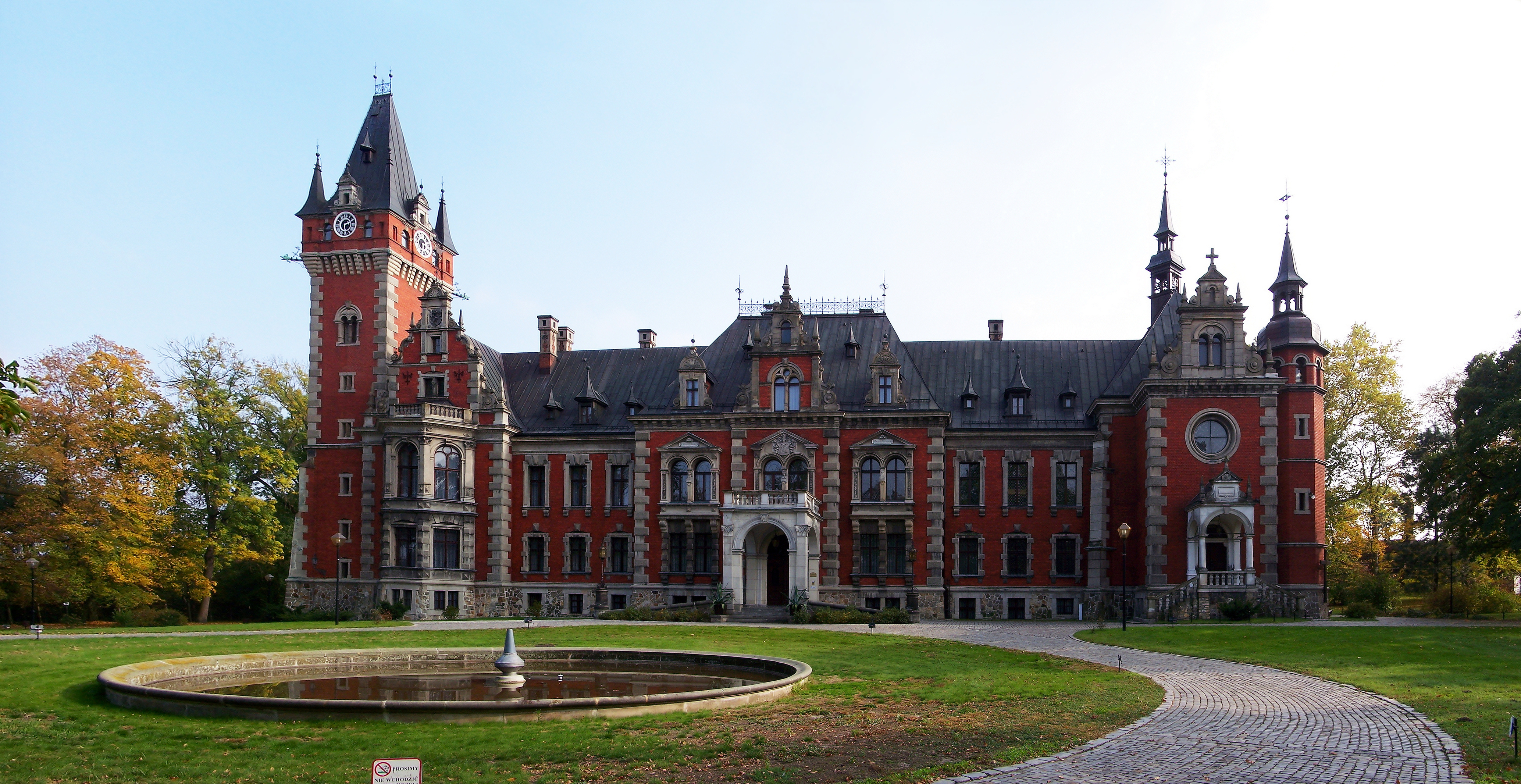
Vorderansicht des Schlosses

Das Schloss Plawniowitz in Plawniowitz im Powiat Gliwicki der Woiwodschaft Schlesien in Polen war das Stammhaus der Herren von Ballestrem. Es ist ein Bauwerk des Historismus aus roten Ziegelsteinen mit Verzierungen aus Putz.

## Geschichte

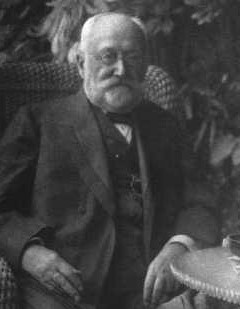
Bauherr Graf Franz von Ballestrem

An der Stelle des heutigen Schlosses stand ein Vorgängerbau aus dem Jahr 1737, das vom Vorbesitzer, dem Freiherren Franz Wolfgang von Stechow, stammte. 1798 wurde das Gut Plawniowitz von Graf Carl Franz von Ballestrem übernommen. Das jetzige Schloss wurde zwischen 1882 und 1885 erbaut. Bauherr war Graf Franz von Ballestrem, Baumeister war Konstantin Heidenreich aus Koppitz. 
Der letzte deutsche Besitzer, der Ort war inzwischen in Flössingen umbenannt worden, war Nikolaus Graf von Ballestrem, verheiratet mit Anna von Waldersee. Er musste vor der heranrückenden Roten Armee das Schloss im Frühjahr 1945 verlassen. Nach dem Übergang Schlesiens infolge des Zweiten Weltkriegs 1945 an Polen wurde der Besitz der Ballestrems konfisziert und verstaatlicht. Der polnische Staat übergab daraufhin das Schloss an die katholische Kirche. Die Besitzerwitwe, Grafin Anna von Ballestrem lebte in den 1950er Jahren mit ihren in Plawnowitz, respektive Flössingen, geborenen acht Kindern auf Schloss Köfering in Bayern.
In den 1990er Jahren wurden die Schloss- und Parkanlage unter anderem mit Geldern des deutschen Bundesinnenministeriums restauriert und zu einer Tagungsstätte des neu geschaffenen Bistums Opole (Oppeln)  ausgebaut. Heute gehört es der Diözese Gliwice.

## Architektur

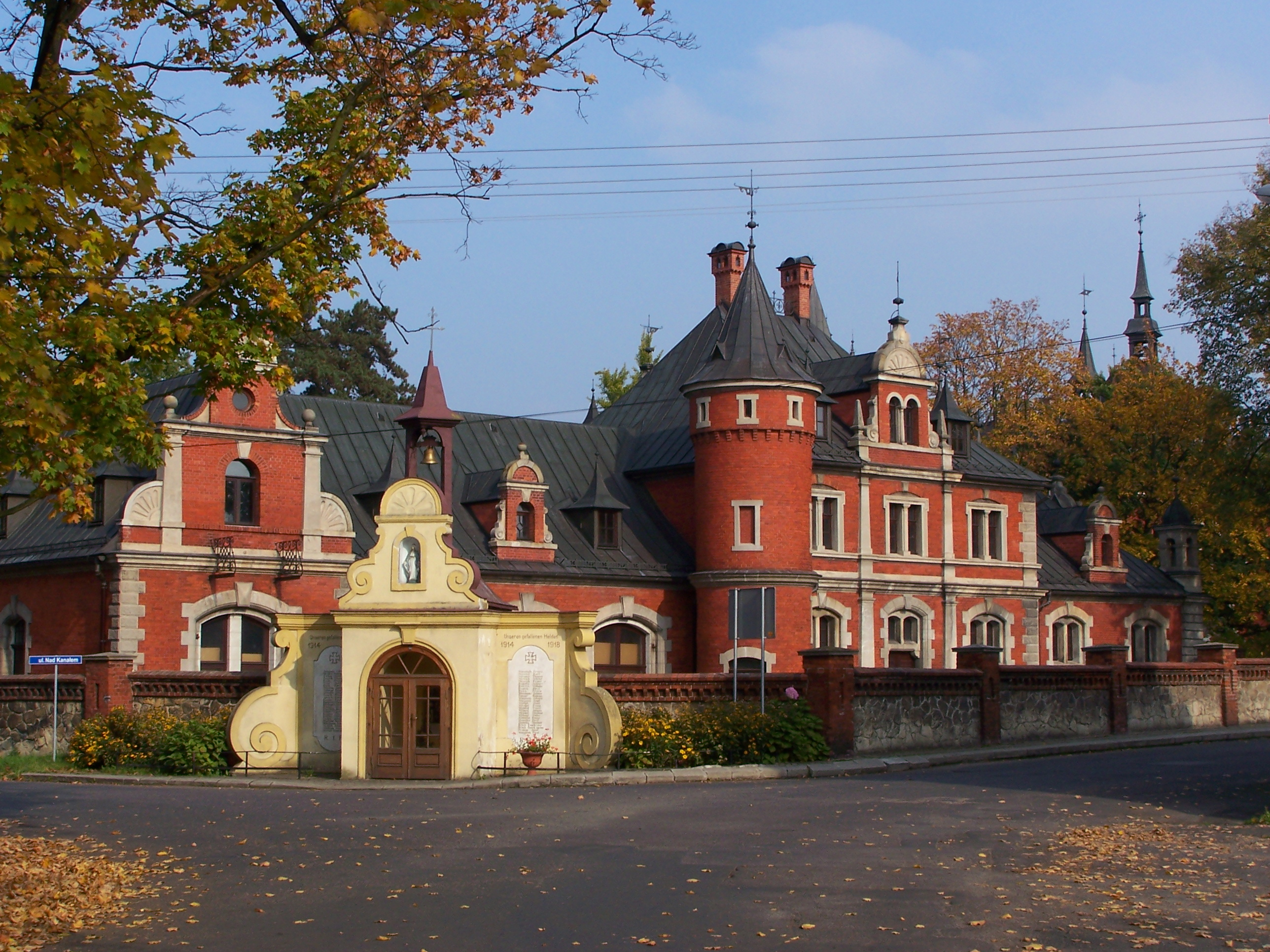
Kavaliershaus

Das historistische Backsteingebäude mit zwei Seitenflügeln wurde im Stil der Neorenaissance erbaut. Es besitzt einen großen rechteckigen Turm an der Außenseite des Nordflügels, einen kleineren Rundturm an der Schlosskapelle im Südflügel und weitere kleine Rundtürme an den Innenseiten.
- Zur Schlossanlage gehören ein Kavaliershaus, eine Bibliothek und ein Vorwerk.
- Speicher aus dem Jahr 1888.

## Parkanlage

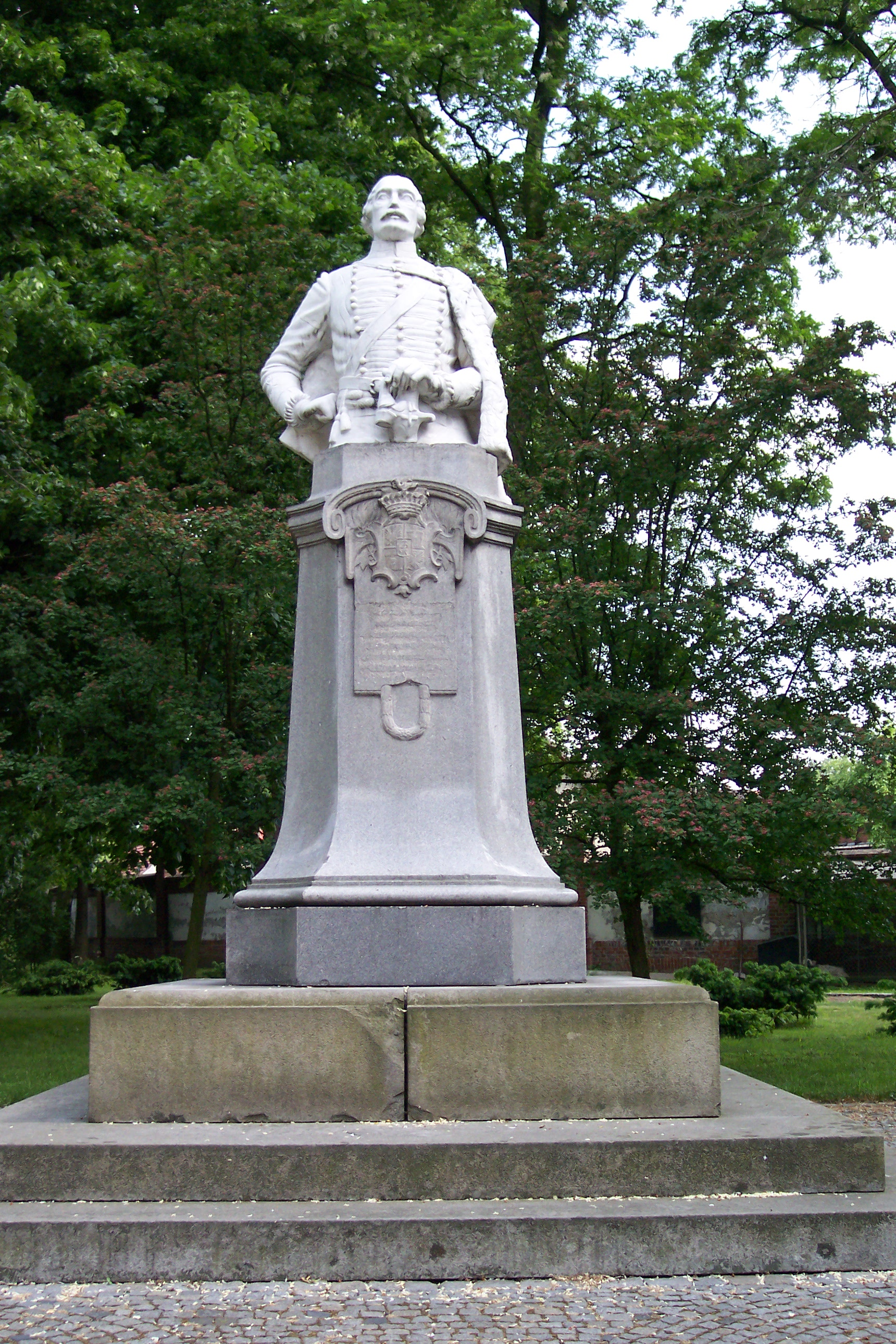
Denkmal des Grafen Johann von Ballestrem

Der Schlosspark erstreckt sich westlich und größtenteils östlich des Schlosses. Im Westteil befindet sich ein Springbrunnen, im Ostteil das Denkmal des Grafen Giovanni Battista Angelo Ballestrem (Ballestrero) di Castellengo, ein Teich und eine Fotodokumentation über die Restaurierung.

## Denkmal für Johann von Ballestrem
Das Denkmal für Johann Angelus von Ballestrem (Giovanni Battista Angelo Ballestrem) aus Granit und Marmor wurde im September 1907 eingeweiht und befindet sich im Park an der Rückseite des Schlosses. Der Graf heiratete Auguste Elisabeth von Stechow auf Plawniowitz-Ruda. Da diese Stechowsche genealogische Familien-Unterlinie1799 im Mannesstamm ausstarb, erbte sein Sohn das Majorat Plawniowitz-Ruda-Biskupitz, und das Geschlecht von Ballestrem wurde somit dauerhaft auf Plawniowitz sesshaft.
Das Denkmal wurde vom Berliner Bildhauerei| Josef Limburg geschaffen. Als Vorlage für die Büste diente ein Gemälde von Johann von Ballestrem, das sich im Schloss Plawniowitz befand. Die Büste Ballestrems ziert eine Attila und ein Pelz. Das Denkmal wurde durch Johann von Ballestrems Enkel Franz gestiftet.
Bevor Limburg die Büste für Johann von Ballestrem schuf, fertigte er bereits eine Marmorbüste von Franz von Ballestrem an. Dieser wurde bei der Großen Berliner Kunstausstellung auf Limburg aufmerksam, als er dessen Büste des Papstes Pius X. von 1904 sah. Daraufhin lud er ihn 1905 zum Modellieren auf Schloss Plawniowitz ein.
Nach 1945 wurde das Denkmal zerstört. Da der Kopf, ein Arm und eine Hand der Büste abgeschlagen waren, mussten diese bei der Restaurierung des Parks in den 1990er Jahren neu hergestellt werden. Die Inschriften des Sockels sind bis heute ausgeschlagen.